# Aluminijum sulfid
Aluminijum sulfid je hemijsko jedinjenje sa formulom 23. Ovaj materijal ima nekoliko strukturnih formi. On je senzitivan na vlagu, u prisustvu koje prelazi u hidratisane aluminijumske okside/hidrokside. Ovaj proces se odvaja kad je sulfid izložen atmosferskom vazduhu. Reakcija hidrolize proizvodi gasoviti vodonik sulfid.

## Kristalna struktura
Više od šest kristalnih formi aluminijum sulfida je poznato. Neke od njih su navedene ispod. Većina njih ima veoma slične strukture, koje se razlikuju u valentnom uređenu rešetke, čime se formiraju uređene ili neuređene podrešetke.
| Forma | Simetrija    | Prostorna grupa |       | )      |       |
| ----- | ------------ | --------------- | ----- | ------ | ----- |
| α     | Heksagonalna |                 | 6.423 | 17.83  | 2.32 g/cm |
| β     | Heksagonalna |                 | 3.579 | 5.829  | 2.495 |
| γ     | Trigonalna   |                 | 6.47  | 17.26  | 2.36  |
| δ     | Tetragonalna |                 | 7.026 | 29.819 | 2.71  |

## Priprema
Aluminijum sulfid paljenjem dva elementa
Ova reakcija je izuzetno egzotermna te nije neophodno zagrevanje mešavine sumpora i aluminijuma. Proizvod se formira u stopljenom obliku. Reakcija doseže temperature više od 1100 °C, što je dovoljno da se otopi čelik. Rashlađeni proizvod je veoma tvrd.